# Amați
Amați (węg. Amac) – wieś w Rumunii, w okręgu Satu Mare, w gminie Păulești. W 2011 roku liczyła 921 mieszkańców. 